# Бенедетто Брін
Бенедетто Брін (італ. Benedetto Brin, 17 травня 1833, Турин — 24 травня 1898, Рим) — італійський інженер, адмірал та політик.

## Біографія
Бенедетто Брін народився 17 травня 1833 року в Турині. Закінчивши у 1853 році туринський університет, вступив на службу до Корпусу морських інженерів військово-морського флоту Сардинського королівства. Був направлений в Геную, де протягом року працював на верфі «Reggio Cantiere Delle Foce». У 1854 році, за пропозицією Камілло Кавура, який цінував Бріна за технічні знання та здібності, був скерований в Париж, де протягом двох років проходив навчання в «Ecole d'application du génie meritime». Після повернення до Італії у 1856 році пройшов навчання в Турині в «Scuola d'applicazione di artiglieria e genio», після чого повернувся в Геную на верф  «Reggio Cantiere Delle Foce».
У 1864 році Бенедетто Брін опублікував статтю про неминучість переходу флотів на броньовані кораблі, підтримавши ідеї Сімоне де Сан-Бона. У 1871 році, коли Сан-Бон був міністром Військово-морських сил, Бенедетто Брін був призначений керівником будівництва нових кораблів. Він розробив 2 броненосці типу «Кайо Дуіліо» («Кайо Дуіліо» і «Енріко Дандоло»), закладені у 1873 році. Їхнє озброєння складалось з чотирьох 450-мм гармат, а товщина броні пояса доходила до 550 мм.
У 1875 році були розроблені два броненосці типу «Італія», закладені наступного року. Того ж 1876 року Бенедетто Брін був обраний до Парламенту Італії, і протягом 1876―1878 років був міністром Військово-морських сил. В цей час Італія своїм основним суперником на морі розглядала флот Франції, який на той момент складався з 28 броненосців, але 12 із них знаходились в колоніях. Тобто, Італії на Середземному морі протистояло 16 французьких броненосців. Виникла дискусія — будувати для противаги флоту Франції 16 броненосців чи велику кількість менших, але швидких кораблів. Зрештою перемогла точка зору Бріна про будівництва 16 великих кораблів, і парламент виділив фінансування на цю програму.
Залишивши міністерську посаду, у 1880 році Бенедетто Брін став президентом Комітету розробки військових кораблів (італ. Comitato dei Disegni delle Navi) і розробив два типи крейсерів — «Тріполі» та «Фольгоре».
Знову будучи міністром Військово-морських сил протягом 1884―1891 років, Бенедетто Брін розробив та запустив будівництво броненосців типу «Ре Умберто».
Бенедетто Брін також був ініціатором будівництва верфей у Венеції та Поццуолі, будівництва військово-морської бази в Таранто, збільшення кількості доків в Арсеналі Ла-Спеції, і будівництва сталеливарного заводу в Терні. Також він домігся об'єднання військово-морських шкіл Неаполя та Генуї і створення на їх основі Військово-морської академії в Ліворно. Крім того, Бенедетто Брін був ініціатором створення Вищої королівської військово-морської школи (італ. Regia Scuola Superiore Navale di Genova) в Генуї.
Завдяки його зусиллям італійський флот вийшов на третє місце у світі, після флотів Великої Британії та Франції.
Протягом 1892―1893 років Бенедетто Брін був міністром закордонних справ Італії в уряді Джованні Джолітті, зберігши при цьому портфель міністра Військово-морських сил. Він повернувся на цю посаду у 1896 році та пробув на ній до самої смерті. Помер 24 травня 1898 року у Римі.
Похований на Монументальному цвинтарі в Турин.
Загалом на момент смерті у 1898 році із 202 кораблів італійського флоту 141 був замовлений, і значною мірою розроблений, Бенедетто Бріном.

## Вшанування

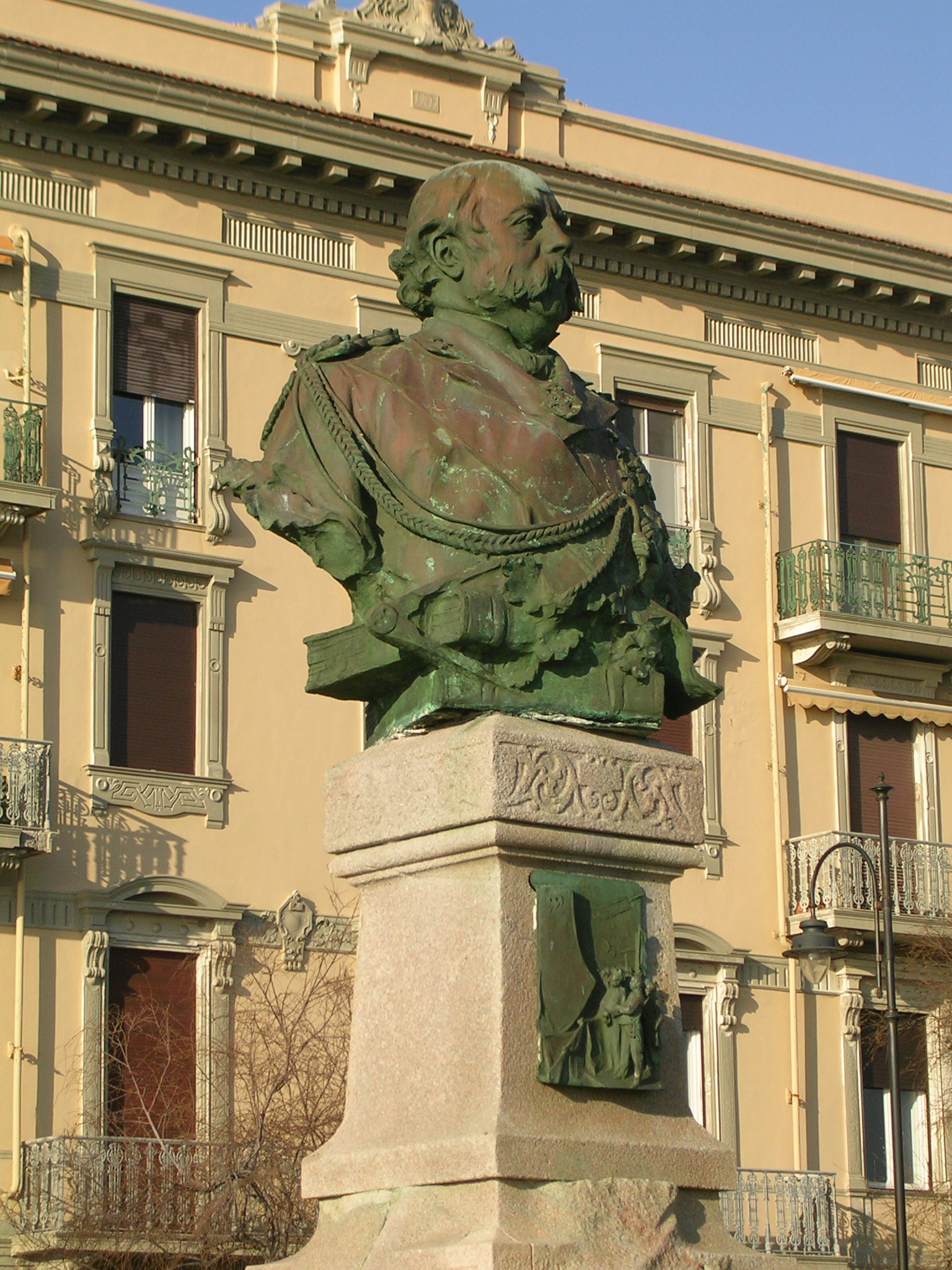
Пам'ятник Бенедетто Бріну в Ліворно

На честь Бенедетто Бріна був названий корабель типу «Реджина Маргерита», закладений у 1899 році та збудований у 1905 році.
Також на честь Бенедетто Бріна названі численні вулиці та площі італійських міст, зокрема у Бріндізі, Генуї, Ла-Спеції, Ліворно, Мілані, Римі, Турині та багатьох інших; головний пірс в порту Ольбії та один з доків в Арсеналі Таранто.

## Нагороди

### Італійські
- Кавалер Великого хреста Ордена Святих Маврикія та Лазаря
- Великий офіцер Ордена Корони Італії
- Командор Савойського військового ордена
- Кавалер Савойського цивільного ордена

### Іноземні
- Кавалер 1 класу Ордена Червоного орла (Пруссія)
- Орден Карлоса III (Іспанія)